# Premi Jules Janssen

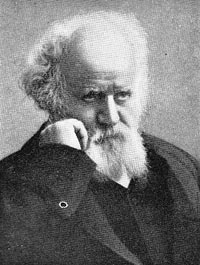
Jules Janssen

El premi Jules Janssen és el premi més important de la Societat Astronòmica de França. Creat el 1897 i concedit anualment, en general es dona en anys alterns a un astrònom francès i a un astrònom d'una altra nacionalitat. És diferent de la medalla Janssen (creada el 1886), que atorga l'Acadèmia de Ciències de França. Tots dos premis es denominen així per l'astrònom francès Jules Janssen (1824-1907).

## Premiats
- 1897 : Camille Flammarion
- 1898 : Samuel Pierpont Langley
- 1899 : Auguste Charlois
- 1900 : Pierre Puiseux
- 1901 : Joseph Joachim Landerer, Thomas David Anderson i Henri Chrétien
- 1902 : Sylvie Camille Flammarion
- 1903 : Michel Giacobini
- 1904 : Percival Lowell
- 1905 : Josep Comas i Solà
- 1906 : Edward Emerson Barnard
- 1907 : Milan Rastislav Štefánik
- 1908 : Edward Charles Pickering
- 1909 : William Henry Pickering
- 1910 : Philip Herbert Cowell i Andrew Crommelin
- 1911 : Jean Bosler
- 1912 : Max Wolf
- 1913 : Alphonse Louis Nicolas Borrelly
- 1914 : Annibale Riccò
- 1917 : George Ellery Hale
- 1918 : G. Raymond
- 1919 : Guillaume Bigourdan
- 1920 : Henri-Alexandre Deslandres
- 1921 : René Jarry-Desloges
- 1922 : Albert Abraham Michelson
- 1923 : Aymar de la Baume Pluvinel
- 1924 : George Willis Ritchey
- 1925 : Eugène Antoniadi
- 1926 : Walter Sydney Adams
- 1927 : Gustave Ferrié
- 1928 : Arthur Eddington
- 1929 : Charles Fabry
- 1930 : Robert Esnault-Pelterie
- 1931 : Albert Einstein
- 1932 : Bernard Lyot
- 1933 : Harlow Shapley
- 1934 : Willem de Sitter
- 1935 : Ernest Esclangon
- 1936 : Georges Lemaître
- 1937 : Giorgio Abetti
- 1938 : Jules Baillaud
- 1939 : Albert Arnulf
- 1945 : Harold Spencer Jones
- 1946 : Charles Maurain, Fernand Baldet
- 1947 : Jan Hendrik Oort
- 1948 : Lucien Henri d'Azambuja
- 1949 : Bertil Lindblad
- 1950 : André Danjon
- 1951 : Gerard Peter Kuiper
- 1952 : Frederick John Marrian Stratton
- 1953 : André Couder
- 1954 : Otto Struve
- 1955 : André Lallemand
- 1956 : Víktor Ambartsumian
- 1957 : Daniel Chalonge
- 1958 : Pol Swings
- 1959 : Charles Fehrenbach
- 1960 : Albert Edward Whitford
- 1961 : Jean Coulomb
- 1962 : Otto Heckmann
- 1963 : Jean Dufay
- 1964 : Guglielmo Righini
- 1965 : Jean-François Denisse
- 1966 : Marcel Gilles Jozef Minnaert
- 1967 : Jean-Claude Pecker
- 1968 : Karl-Otto Kiepenheuer
- 1969 : Nicolas Stoyko
- 1970 : Martin Schwarzschild
- 1971 : Jean Rösch
- 1972 : Donald Sadler
- 1973 : Evry Schatzman
- 1974 : Walter Ernst Fricke
- 1975 : Pierre Lacroute
- 1976 : Donald Howard Menzel
- 1977 : James Lequeux
- 1978 : Adriaan Blaauw
- 1979 : Jean Kovalevsky
- 1980 : Lyman Spitzer
- 1981 : Georges Courtès
- 1982 : Peter van de Kamp
- 1983 : Jacques Lévy i Charles Bertaud
- 1984 : Cornelis de Jager
- 1985 : Paul Muller
- 1986 : Marcel Golay
- 1987 : Jean Delhaye
- 1988 : Gérard de Vaucouleurs
- 1989 : Bernard Guinot[1]
- 1990 : Herbert Friedman
- 1991 : Pierre Mein
- 1992 : Luboš Perek
- 1993 : Audouin Dollfus
- 1994 : Edith Müller
- 1995 : François Roddier
- 1996 : Michael Perryman
- 1997 : Elizabeth Nesme i Serge Koutchmy
- 1998 : Michel Mayor
- 1999 : Pierre Léna
- 2000 : Reinhard Genzel
- 2001 : Roger Cayrel
- 2002 : Armand H. Delsemme
- 2003 : Jean-Paul Zahn
- 2004 : Jayant Narlikar
- 2005 : Roger-Maurice Bonnet
- 2006 : Owen Gingerich
- 2007 : Thérèse Encrenaz i Paul Couteau
- 2008 : Jan Stenflo
- 2009 : Catherine Cesarsky
- 2010 : Carlton Pennypacker
- 2011 : Roger Ferlet
- 2012 : Jay Pasachoff
- 2013 - Suzanne Débarbat